# モンゴリアン・ストンパー
アーチー "ザ・モンゴリアン・ストンパー" ゴルディー（Archie "The Mongolian Stomper" Gouldie、本名：Archibald Edward Gouldie、1936年11月22日 - 2016年1月23日）は、カナダ・アルバータ州出身のプロレスラー。
そのリングネームの通り、強烈なストンピング（踏みつけ・踏み蹴り）を攻撃の主体とするブルファイターとして活躍した。日本では「踏み潰し野郎」の異名を持ち、アメリカ修行時代のアントニオ猪木ともタッグを組んでいた。

## 来歴
アメリカンフットボールで活動後、スチュ・ハートのトレーニングを受け、1960年代初頭にデビュー。地元アルバータ州のカルガリーを皮切りにアメリカ合衆国にも進出して、ノースカロライナやテキサスのアマリロなどを転戦。1963年にカンザスシティのNWAセントラル・ステーツ地区に入り、同地区のブッカーだったパット・オコーナーのアイデアで、ザ・モンゴリアン・ストンパー（The Mongolian Stomper）に変身。翌1964年、日本から海外武者修行のために遠征してきたトーキョー・トムことアントニオ猪木との「（偽）アジア人コンビ」で売り出された。
猪木の帰国後もモンゴリアン・ギミックのヒールとして活躍し、1965年4月16日にロン・リードからNWAセントラル・ステーツ・ヘビー級王座を、8月14日にロニー・エチソンから同地区版のUSヘビー級王座をそれぞれ奪取。1966年4月12日と5月17日にはジン・キニスキーのNWA世界ヘビー級王座に挑戦している。同年12月31日には当時アメリカン・レスリング・アライアンスのテリトリーだったサンフランシスコにて、サイクロン・ネグロと組んでレイ・スティーブンス&パット・パターソンのブロンド・ボンバーズからサンフランシスコ版のAWA世界タッグ王座を奪取した。
以後、アメリカではストンパー、カナダでは主に本名のアーチー・ゴルディー（Archie Gouldie）名義で活動。カルガリーに戻ると、1968年2月28日にトーナメントの決勝でパット・オコーナーを破り、後にダイナマイト・キッドやブレット・ハートも戴冠する同地区のフラッグシップ・タイトル、スタンピード北米ヘビー級王座の初代チャンピオンとなる。同年7月にはキニスキーのNWA世界ヘビー級王座に再挑戦した。以降もカルガリーのスタンピード・レスリングを主戦場に、北米ヘビー級王座を巡ってビル・ロビンソンやアブドーラ・ザ・ブッチャー、キラー・トーア・カマタ、オックス・ベーカー、スタン・スタージャック、アンジェロ・モスカ、カール・フォン・ショッツらと抗争を展開、カナダを代表するトップクラスのレスラーとなった（以後、同王座には1983年まで計11回戴冠）。
カナダではマリタイム地区のイースタン・スポーツ・アソシエーション（後のアトランティック・グランプリ・レスリング）でも活動し、1969年8月12日にノバスコシア州ハリファックスにて、同地区のフラッグシップ・タイトルであるESA北米ヘビー級王座をザ・ビーストから奪取。以降もボボ・ブラジル、キラー・カール・クラップ、ボロ・モンゴル、レオ・バークらと王座を争った。
1971年1月、日本プロレスに初来日。「アメリカ修行中の猪木とタッグを組んでいたが、そのあまりにも残虐な試合ぶりに猪木が激怒して仲間割れ、猪木への復讐のために日本に来襲」などというサイド・ストーリーも用意され注目を集める。1月7日にはザ・ケンタッキアンをパートナーに、大阪府立体育館にてジャイアント馬場と猪木のBI砲が保持していたインターナショナル・タッグ王座に挑戦。2月2日には広島県立体育館で馬場のインターナショナル・ヘビー級王座にも挑戦して引き分け、2月4日の大田区体育館での猪木とのシングルマッチ（3本勝負）では反則絡みながら勝利を収めるなどの活躍を見せた。翌1972年11月の再来日ではキラー・カール・コックスと凶悪コンビを結成した。
以降もカナダを本拠地に、テネシー、アラバマ、フロリダなどアメリカ南部も転戦。各地のローカル・タイトルを奪取する一方、ドリー・ファンク・ジュニア、ジャック・ブリスコ、テリー・ファンクなど1970年代の歴代NWA世界王者に再三に渡って挑戦。暴走の限りを尽くしての名誉の反則負けで「幻のNWA世界チャンピオン」とも呼ばれた。カルガリーでは1974年にハーリー・レイスとも北米ヘビー級王座を争っている。
アメリカでは1975年よりテネシーのNWAミッドアメリカ地区を主戦場として、1977年より発足したジェリー・ジャレットの新団体CWAにも継続参戦。ジェリー・ローラー、ジャッキー・ファーゴ、ボブ・アームストロング、ロッキー・ジョンソン、ビル・ダンディー、トミー・リッチらと抗争を繰り広げた。ローラーとはタッグも組み、1978年9月にジョー・ルダック&ジャン・ルイから南部タッグ王座を奪取している。1979年5月14日にはメンフィスのミッドサウス・コロシアムにて、当時テリー "ザ・ハルク" ボールダーと名乗っていた若手時代のハルク・ホーガンとも対戦した。
1979年11月、同じくテネシーを主戦場としていたジプシー・ジョーの仲介で国際プロレスに来日、久々の日本マット登場を果たす。ジョー、アレックス・スミルノフ、上田馬之助ら常連の主力ヒールが顔を揃えたシリーズにおいて外国人陣営のエースとして迎えられ、12月4日に後楽園ホールにてラッシャー木村のIWA世界ヘビー級王座に挑戦した。国際プロレスには翌1980年2月にも再来日し、3月8日に鹿児島県立体育館にて木村に再挑戦している。この来日時には弟子格のトム・スタントンをパートナーに、3月21日の浜北市大会にてマイティ井上&アニマル浜口のIWA世界タッグ王座にも挑戦した。
同年9月には日本プロレスへの初来日時に一緒だったビル・ドロモや、後にミッドナイト・エクスプレスのオリジナル・メンバーとなるランディ・ローズとノーベル・オースチンらを配下に「ストンパー軍団」を結成しての3度目の国際プロレス参戦が告知されたが、急性気管支炎を患い来日中止となった（代打には、ストンパー本人が自分に代わるリーダーに指名したという触れ込みでロン・バスが来日）。なお、国際プロレスでの入場テーマ曲にはジェフ・ベックの "Led Boots" が使用されていた（アルバム『ワイアード』に収録）。
その後、ジム・バーネット主宰のジョージア・チャンピオンシップ・レスリングに参戦し、1980年12月12日にジャック・ブリスコからNWAナショナル・ヘビー級王座を奪取。翌1981年5月29日にスティーブ・オルソノスキーに敗れるまで、アンドレ・ザ・ジャイアント、ダスティ・ローデス、ミスター・レスリング2号、テッド・デビアス、トニー・アトラスなどの強豪を相手に防衛戦を行った。テネシーやジョージアと並行して参戦していたアラバマのサウスイースタン・チャンピオンシップ・レスリングでは、1978年から1981年にかけて、ジミー・ゴールデン、ロバート・フラー、ロニー・ガービン、リッキー・ギブソン、ディック・スレーター、ジェリー・スタッブスらを破り、フラッグシップ・タイトルのNWAサウスイースタン・ヘビー級王座を通算11回獲得している。
国際プロレス崩壊後の1982年3月にはNWAルートで全日本プロレスのチャンピオン・カーニバルに出場。公式リーグ戦ではブルーザー・ブロディとバック・ロブレイの乱入もあって馬場と引き分けるなど、初来日時のインター戦を再現したが、優勝戦線に浮上するには至らず、これが最後の来日となった。帰米後はテキサス州サンアントニオのサウスウエスト・チャンピオンシップ・レスリングに進出、ジョージアやアラバマを通しての宿敵スレーターとサウスウエスト・ヘビー級王座を争った。
1983年より古巣のカルガリーに定着し、北米ヘビー級王座を巡ってバッドニュース・アレンと抗争。「息子」のストンパー・ジュニアことジェフ・ゴルディーとの親子タッグや、キラー・カーンとのモンゴリアン対決も実現した。1984年3月、カルガリーとの提携ルートで新日本プロレスへの参加が決定していたが急遽キャンセルしている。1985年下期からはバーン・ガニア主宰のAWAに参戦、シーク・アドナン・アル＝ケイシー率いる反米軍団に加入してボリス・ズーコフやノード・ザ・バーバリアンと共闘し、サージェント・スローター、ジェリー・ブラックウェル、カート・ヘニング、スコット・ホール、ロード・ウォリアーズらと抗争した。
その後はサウスイースタン・チャンピオンシップ・レスリングの後継団体コンチネンタル・レスリング・フェデレーションを経て、キャリア晩年の1990年代前半はジム・コルネット主宰のスモーキー・マウンテン・レスリングに出場していた。引退後は長年の主戦場でもあったテネシー州ノックスビルに居住し、刑務官に転じていた。
2016年1月23日、ノックスビルの病院にて睡眠中に死去。79歳没。晩年はアルツハイマー病を患い、死亡日の２週間前に転倒して腰の骨を折り、手術を受けたものの回復はしていなかったという。

## エピソード
- アメリカ修行時代のアントニオ猪木にとって、ストンパーは公私にわたっての良きパートナーだったようであり、試合のない日には自宅に招待してもらえたなどと自著で記している。しかし、特製の人参ジュースをご馳走になった際は、飲みすぎて数日間は勃起状態が収まらなくなってしまったという[34]。
- スタンピード・レスリングでは1983年から1984年にかけて、ストンパーはベビーフェイスのポジションで北米ヘビー級王座をバッドニュース・アレンと争っていた。1983年12月19日、新日本プロレスのカナダ遠征時に行われた猪木vsケリー・ブラウン戦（スチュ・ハートとジン・キニスキーの共同プロモートによるバンクーバーでの興行）では、試合後に乱入したアレンらヒール勢に襲われるかつてのパートナー猪木を救出し、現地のファンの喝采を浴びるという一幕も見られた（翌年、新日本プロレスへの初参加が発表されたが幻に終わっている）[3]。
- 1979年の国際プロレス初登場時に行われたラッシャー木村とのIWA世界ヘビー級タイトルマッチは、同じシリーズに参戦して仲間割れを起こしたアレックス・スミルノフの介入で王座奪取に失敗している。後年、ストンパーが参加した全日本プロレスのチャンピオン・カーニバル1982年大会にはスミルノフも来日していたが、スミルノフの棄権により公式リーグ戦での両者の対戦は行われなかった[26]。
- モンゴリアン・ギミックの後継者でもあるキラー・カーンは、日本プロレスに入門した最初のシリーズに初来日したストンパーの試合（グレート小鹿とのシングルマッチ）に衝撃を受け、小鹿を一方的に攻めて血ダルマにしたストンパーに震えが止まらなかったと述懐しており、「これまでに観た外国人レスラーの中で最も強く印象に残っている」「俺もいつか、あんな迫力のあるレスラーになれたらと思った」などと自著で記している[35]。

## 得意技
ストンピングをはじめ、分厚いブーツから繰り出すキック攻撃を得意とした。
- ストンピング
- トー・キック
- ビッグ・ブート
- コブラ・クラッチ
- クロー・ホールド
- アトミック・ドロップ

## 獲得タイトル
アメリカン・レスリング・アライアンス
- AWA世界タッグ王座（サンフランシスコ版）：1回（w / サイクロン・ネグロ）[9]

セントラル・ステーツ・レスリング
- NWAセントラル・ステーツ・ヘビー級王座：2回[6]
- NWA USヘビー級王座（セントラル・ステーツ版）：1回[7]
- NWA北米タッグ王座（セントラル・ステーツ版）：8回（w / カウボーイ・ボブ・エリス、ボブ・ガイゲル×3、ルーファス・R・ジョーンズ×2、ザ・ヴァイキング、ダニー・リトルベア）[36]

チャンピオンシップ・レスリング・フロム・フロリダ
- NWA南部ヘビー級王座（フロリダ版）：2回[37]

ジョージア・チャンピオンシップ・レスリング
- NWAナショナル・ヘビー級王座：1回[23]

NWAミッドアメリカ / コンチネンタル・レスリング・アソシエーション
- NWA南部ヘビー級王座（メンフィス版）：1回[38]
- AWA南部ヘビー級王座：1回[38]
- AWA南部タッグ王座：1回（w / ジェリー・ローラー）[17]
- CWAインターナショナル・ヘビー級王座：1回

サウスイースタン・チャンピオンシップ・レスリング / コンチネンタル・レスリング・フェデレーション
- NWAサウスイースタン・ヘビー級王座：11回[25]
- NWAサウスイースタン・ヘビー級王座（南部版）：2回[39]
- NWAサウスイースタン・タッグ王座：2回（w / ジミー・ゴールデン、モンゴリアン・ストンパー・ジュニア）[40]
- NWAサウスイースタンTV王座：1回[41]
- NWAサウスイースタン・ブラスナックル王座：1回[42]
- NWA世界ブラスナックル王座（サウスイースタン版）：3回[43]
- CWFタッグ王座：1回（w / ジミー・ゴールデン）[44]

スタンピード・レスリング
- スタンピード北米ヘビー級王座：11回[11]
- Stampede Wrestling Hall of Fame

イースタン・スポーツ・アソシエーション
- ESA北米ヘビー級王座：6回[13]
- インターナショナル・タッグ王座：2回（w / ザ・ビースト）[45]

ワールド・レスリング・カウンシル
- WWCプエルトリコ・ヘビー級王座：1回[46]

サウスウエスト・チャンピオンシップ・レスリング
- SCWサウスウエスト・ヘビー級王座：1回[28]